# 미즈시마 유우
미즈시마 유우(일본어: 水島 裕, 본명: 노다 겐지(일본어: 野田 憲司), 1956년 1월 18일 ~ )는 일본의 성우이다.

## 약력
- 잘생긴 외모 덕에 여성팬이 많았고 그 인기를 바탕으로 1980년대 주인공이나 그에 준하는 배역을 전담하는 성우였다.
- 전 부인은 같은 성우인 사쿠마 레이였으나 이혼 후 일반인 여성과 재혼했다.
- 2021년 8월 1일부로 81프로듀스에 재소속되었다.

## 출연작
- 강식장갑 가이버 - 후카마치 쇼우
- 강철의 연금술사 - 스카의 형
- 기생수 - 히로카와 다케시
- 데빌맨 - 아스카 료
- 도라에몽 - 미야모토 무사시
- 드래곤 퀘스트:다이의 대모험 - 브로키나
- 마법의 천사 크리미마미 - 오토모 도시로
- 마법의 요정 페르샤 - 무로이 리키
- 마법의 스타 매지컬 에미 - 유우키 쇼
- 마법의 아이돌 파스텔 유미 - 미사 쿄헤이
- 라이브 어 라이브 HD-2D 리메이크 - 사모 핫카
- 마이티 오봇츠 - 로브
- 무적초인 점보트3 - 하마모토
- 명탐정 코난 - 다카스키 도시히코
- 명탐정 코난 코난 실종 사건 - 엠
- 미아라 2 - 조나단 카나한 TV아사히판
- 백수왕 고라이온 - 구로가네 이사무
- 베르사유의 장미 - 앙드레 그랑디에
- 뿅뿅요정 하니 - 다카하시 켄진
- 사랑의 전사 레인보우맨 - 야마토 다케시
- 수권전대 게키레인저 - 권성 엘레펀 킹포
- 수전전대 교류저 - 슬픔의 전기 아이가론
- 세인트 세이야 - 리자드 미스티, 제타성 미자르의 시드, 제타성 알골의 바드
- 세인트 세이야 오메가 - 스바루, 새턴
- 식극의 소마 - 롤랑 샤페르
- 왔다! 뚱냥이 - 몽블랑
- 앤드라이드 - 파스칼
- 애니매니악스 - 와코
- 유희왕 듀얼몬스터즈 - 빛의 가면, 보바사
- 육신합체 갓마즈 - 묘진 다케루
- 오바케의 Q타로 - 오하라 신이치
- 은하영웅전설 - 나이트하르트 뮐러
- 은혼 - 화성인
- 원피스 - 나폴레옹, 프로메테우스, 제우스, 가와마츠
- 원피스 필름 레드 - 제우스
- 잇큐씨 - 사나다 잇큐
- 쟈니 테스트 - 쟈니 테스트
- 철완 아톰 - 지크프리드, 로비오, 로크
- 초슈퍼카 갓타이커 - 다부치 죠
- 초인전대 바라타크 - 맥
- 초전자머신 볼테스V - 젊은 날의 라고 르
- 츠바사 크로니클 - 사쿠라의 아버지
- 쿠키런:킹덤 - 예언자맛 쿠키
- 극장판 크레용 신장:아뵤! 쿵후 보이즈 ~라면 대란~ - 푸니푸니 요정
- 키라링 레볼루션 - 프로듀서
- 키라키라 프리큐어 아라모드 - 장로
- 극장판 키카키라 프리큐어 아라모드 바삭한 추억의 밀푀유! - 장로
- 쾌걸 조로리 - 고부르
- 포켓몬스터DP - 현
- 항설백물어 애니메이션판 - 야마오카 군파치로
- 힘내라! 킥커즈 - 미즈시마 유
- X전차로 가자 - 니시하라 도루
- 프렌즈 - 챈들러 빙